# 熊煒 (明朝)
熊煒（1528年—？），字天奎，號震泉，江西南康府建昌縣人，民籍，明朝政治人物。

## 生平
嘉靖三十四年（1555年）乙卯科江西鄉試第三十八名舉人。嘉靖四十四年（1565年）中式乙丑科會試第二百八十名，三甲第七十六名進士。刑部观政，本年六月授慈溪知县，隆慶二年（1568年）四月调黄陂县，四年六月升南大理寺右评事，六年十一月升寺正，万历五年（1577年）正月升衡州知府，八年正月听调，七月以馳驿致仕。

## 家族
曾祖熊子琳；祖父熊渲，縣丞；父熊棟，赠评事；母樂氏，赠孺人。兄熊焕（通判）、弟熊烺（贡生）、熊灼、熊焞、熊烱、熊焜（庠生）。